# Луиза Санфеличе (фильм)
«Луиза Санфеличе» (итал. Luisa Sanfelice) — телефильм режиссёров Паоло и Витторио Тавиани, вышедший на экраны в 2004 году. Экранизация одноимённого романа Александра Дюма.

## Сюжет
Январь 1799 года. Сальвато Пальмиери, молодой офицер французских войск, расположенных в Риме, послан в Неаполь с секретным донесением, в котором командующий французским корпусом генерал Шампионне сообщает французскому послу о бедственном положении своих войск и неспособности в данный момент вести боевые действия. Однако шпионы неаполитанского двора перехватывают донесение, а сам Пальмиери получает серьёзное ранение. Королева Каролина уговаривает своего мужа Фердинанда IV воспользоваться случаем и захватить Рим. Тем временем раненого Сальвато подбирает молодая супруга престарелого маркиза Санфеличе Луиза, которая сразу же влюбляется в юного офицера. Стремительное наступление французской армии заставляет королевскую чету бежать на английском корабле в Палермо. В результате народного восстания в Неаполе устанавливается Партенопейская республика, но её лидерам, к которым волею судьбы примыкает Луиза, не удаётся надолго удержать власть. Спустя 5 месяцев республиканское правительство падет, власть Бурбонов восстановится, а двум влюблённым — Сальвато и Луизе — придётся положить свои жизни на алтарь революции…

## В ролях
- Летиция Каста — Луиза Санфеличе
- Адриано Джаннини — Сальвато Пальмиери
- Сесилия Рот — королева Каролина
- Эмилио Сольфрицци — король Фердинанд IV
- Мари Боймер — леди Эмма Гамильтон
- Мариано Ригилло — кавалер Лучано Санфеличе
- Йоханнес Зильбершнайдер — лорд Горацио Нельсон
- Кармело Гомес — кардинал Руффо
- Яри Гульюччи — Микеле
- Маргарита Лосано — Марга
- Жан-Ив Бертело — генерал Шампионне